# Anne Burghardt
Anne Burghardt (19 novembre 1975) è una teologa e pastora luterana estone.
Dal novembre 2021 è la prima donna Segretaria Generale della Federazione Luterana Mondiale per un mandato di sette anni.

## Biografia
Anne Burghardt ha studiato Teologia all'Università di Tartu dal 1994 al 1998. Dopo la laurea, è passata all'Università Friedrich-Alexander di Erlangen-Nürnberg (1998/1999) e all'Università Humboldt di Berlino (1999/2000) per un master. È poi tornata all'Università di Tartu, dove ha conseguito la laurea magistrale nel 2002. A partire dal 2009, ha conseguito un dottorato presso l'Università di Erlangen-Norimberga nel campo degli studi liturgici ortodossi con Karl Christian Felmy e Hacik Rafi Gazer.
Dal 2013, Burghardt è a capo del Dipartimento di ricerca presso l'Istituto teologico della Chiesa evangelica luterana estone (EELK) e consulente della sua Chiesa per le relazioni internazionali ed ecumeniche. Dal 2013 al 2018 è stata Segretaria per le Relazioni Ecumeniche presso l'Ufficio della Federazione Luterana Mondiale (LWF) a Ginevra.
Il 19 giugno 2021, il Consiglio della Federazione Luterana Mondiale ha eletto Burghardt come futuro Segretario Generale. Ha prevalso alle elezioni con 28 voti a favore e 20 contro Kenneth Mtata (Zimbabwe) e quindi è succeduta al segretario generale della LWF Martin Junge. Burghardt è la prima donna e il primo rappresentante dell'Europa centrale e orientale a ricoprire questo incarico. Si è insediata il 1º novembre 2021.

### Vita privata
Anne Burghardt è sposata con un pastore della Chiesa luterana estone; la coppia ha due figli.